# Landschaftsschutzgebiet Linnebach (Lemgo)

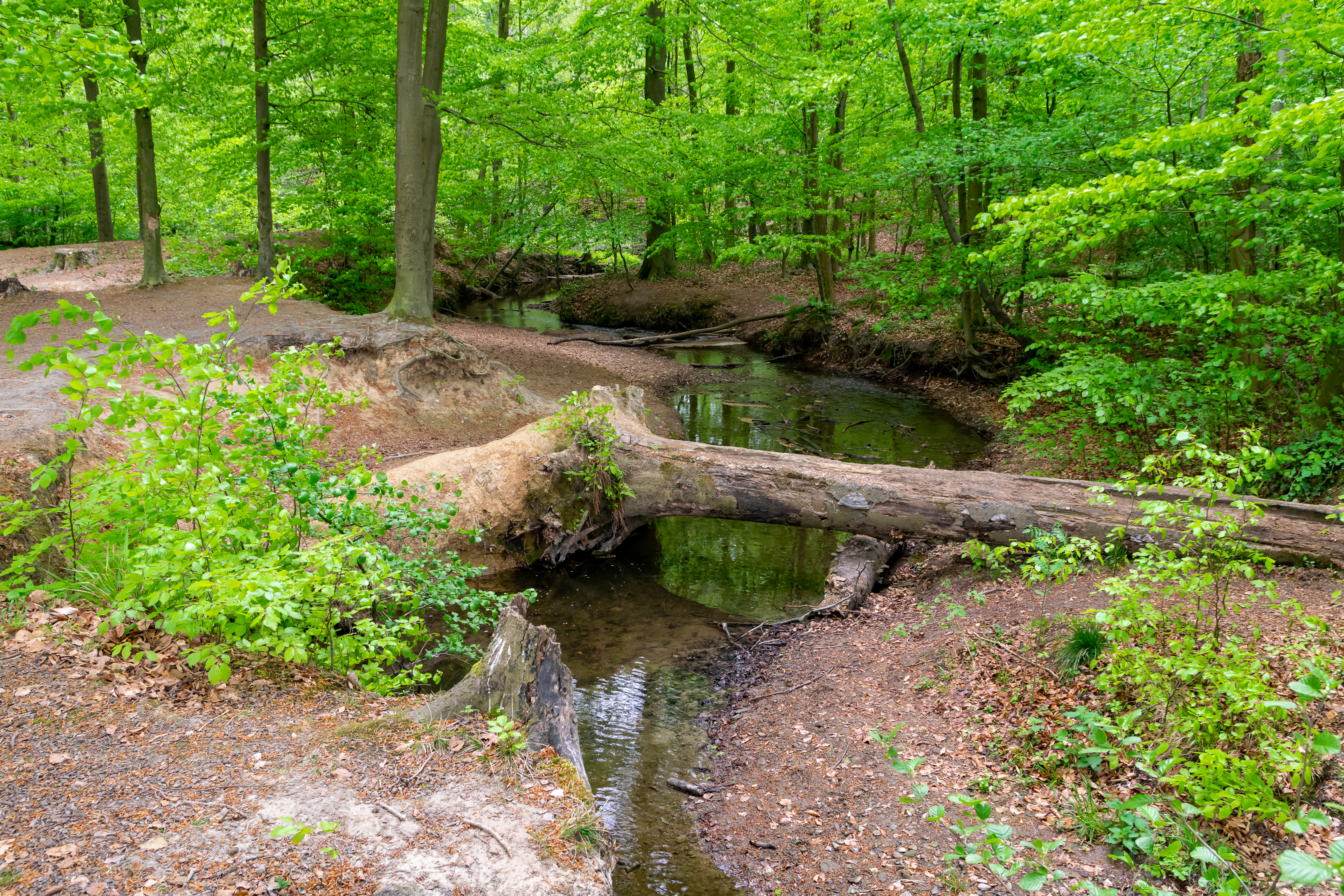
Landschaftsschutzgebiet Linnebach

Das Landschaftsschutzgebiet Linnebach mit 34 ha Flächengröße liegt östlich und südöstlich von Hörstmar im Stadtgebiet Lemgo. Es wurde 2009 mit dem Landschaftsplan Lemgo durch den Kreistag des Kreises Lippe als Landschaftsschutzgebiet (LSG) ausgewiesen. Das Schutzgebiet besteht aus drei Teilflächen. Nördlich der Bahnstrecke Bielefeld–Hameln grenzt das Naturschutzgebiet Mittellauf der Bega an. Das LSG geht bis zur Stadtgrenze von Detmold. Auf Detmolder Stadtgebiet schließt sich direkt das Landschaftsschutzgebiet Linnebach (Detmold) an.

## Beschreibung
Das LSG umfasst einen etwa vier Kilometer langen naturnahen Abschnitt des Linnebaches mit begleitendem Auwald und zum Teil brachgefallenem Grünland. Bei Trophagen liegen einige Teichanlagen im Schutzgebiet. Es liegen Auwäldern, teils naturnahe Feucht- und Buchenwälder, und Feuchtgrünland in der durchschnittlich 100 Meter breiten Aue des meist stark mäandrierenden Linnebaches. Bei den Buchenwäldern handelt es sich um Hainsimsen-Buchenwälder und Waldmeister-Buchenwälder. Die Feuchtwälder sind überwiegend mit Erle und Esche bestockt.

## Schutzzwecke für das LSG
Laut Landschaftsplan erfolgte die Ausweisung des LSG
- „zur Erhaltung und Wiederherstellung der Leistungsfähigkeit des Naturhaushaltes in ökologisch besonders wertvoll strukturierten Bereichen mit Wasser-, Klima- und Biotopschutzfunktionen,“
- „zur Erhaltung und Wiederherstellung von Quellbereichen und naturnahen Fließgewässern, Wald- und Grünlandbereichen unterschiedlicher Feuchtestufen, Feldgehölzen, Hecken und Obstwiesen,“
- „zur Erhaltung morphologisch ausgeprägter Bereiche zur Sicherung der landschaftlichen Eigenart und Vielfalt für die Erholung,“
- „zur Erhaltung wertvoller Biotopkomplexe aus Wald-Grünlandbereichen, Fließgewässern und Quellen sowie Biotopen nach § 62 LG mit wichtigen Refugial-, Puffer-, Trittstein- und Vernetzungsfunktionen,“
- „zur Erhaltung und Wiederherstellung wichtiger Rückzugsräume für die bedrohte Tier- und Pflanzenwelt,“
- „zur Sicherung der das Orts- und Landschaftsbild gliedernden und belebenden und die dörflichen Siedlungsstrukturen prägenden Freiraumelemente.“[1]

## Rechtliche Vorschriften
Im Landschaftsschutzgebiet ist unter anderem das Errichten von Bauten verboten. Grün- und Brachland darf nicht in eine andere Nutzungsart umgewandelt oder umgebrochen werden.